# فينس دين
فينس دين (بالإنجليزية: Vince Dean)‏ هو سياسي أمريكي، ولد في 7 يناير 1959. انتخب عضو مجلس نواب تينيسي.